# Rocamadour

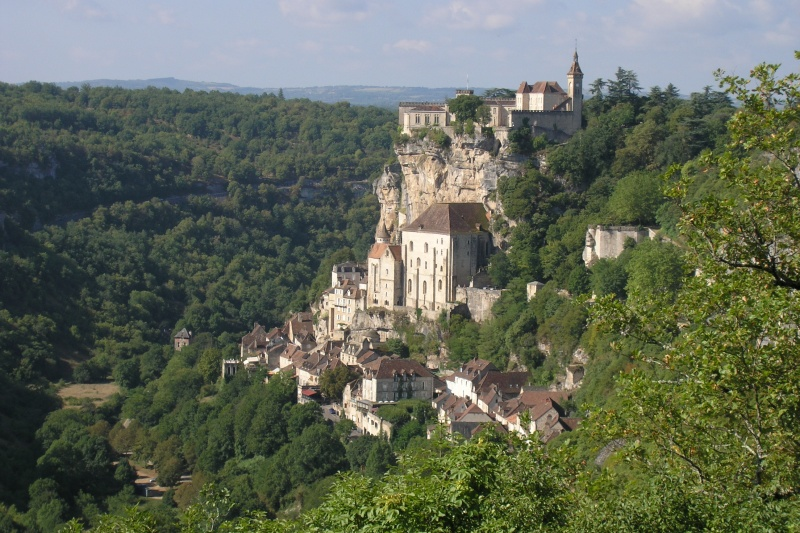
Widok na miasto

Rocamadour – miejscowość i gmina we Francji, w regionie Oksytania, w departamencie Lot.

## Demografia
Według danych na rok 1990 gminę zamieszkiwało 627 osób, a gęstość zaludnienia wynosiła 13 osób/km² (wśród 3020 gmin regionu Midi-Pyrénées Rocamadour plasuje się na 505. miejscu pod względem liczby ludności, natomiast pod względem powierzchni na miejscu 105.).

## Sanktuarium
Nazwa miasta pochodzi od roc amator (skała Amadoura), według legendy Amadour był pustelnikiem mieszkającym na skale, na której później zbudowano sanktuarium. W XII wieku znaleziono jego nietknięte czasem ciało. Miasteczko leży na szlaku pielgrzymkowym do hiszpańskiego Santiago de Compostela. W przytulonej do skał bazylice Zbawiciela znajduje się posążek Czarnej Madonny. Jest to jeden z ośmiu posążków Czarnej Madonny znajdujących się w rejonie Owernii.
Założenie sanktuaryjne składa się z kościoła św. Amadoura (tzw. dolnego), bazyliki Saint-Sauveur (górnej), wspólnej dla obu świątyń zakrystii, która wcześniej stanowiła donżon, grupy kaplic św. Anny, św. Błażeja i św. Jana Chrzciciela, kaplicy Notre-Dame, kaplicy św. Michała i pałacu biskupiego.
Sanktuarium nawiedzili m.in.: król Henryk II Plantagenet, hrabia Filip Alzacki, arcybiskup Arnaud Amaury, Szymon z Montfort, św. Bernard, św. Dominik, św. Antoni Padewski, św. Engelbert I z Kolonii, król Ludwik IX Święty, Karol Martel Andegaweński, hrabia Alfons z Poitiers, król Karol IV Piękny, król Filip VI Walezjusz i król Ludwik XI.